# Château de Peleș
 (novembre 2018).
Si vous disposez d'ouvrages ou d'articles de référence ou si vous connaissez des sites web de qualité traitant du thème abordé ici, merci de compléter l'article en donnant les références utiles à sa vérifiabilité et en les liant à la section « Notes et références ».
Le château de Peleș (en roumain : Castelul Peleș /kas'te.lul 'pe.leʃ/) est situé au nord-ouest de la ville de Sinaia, en Roumanie, à 60 km de Brașov et à 135 km de Bucarest. Sa construction a duré dix ans, de 1873 à 1883 et les travaux d'aménagements se sont poursuivis jusqu'en 1914.

## Histoire
La construction du château de Peleș, commandée par le prince Charles de Hohenzollern-Sigmaringen (qui deviendra le roi Carol Ier de Roumanie en 1881), débute en 1873 près de Sinaia, dans la vallée de la rivière Peleș, au pied des monts Bucegi. Une centrale électrique est également construite sur les rives de la Peleș, faisant ainsi du château le premier d'Europe à disposer de l'électricité.
Celui-ci est conçu suivant les plans de l'architecte allemand Carl Wilhelm Christian von Doderer (de), puis les travaux sont confiés à partir de 1876 à Johannes Schultz. Ils sont ensuite interrompus pendant la guerre d'indépendance de la Roumanie de 1877-1878. L'inauguration officielle a lieu le 7 octobre 1883.
Entre 1893 et 1914, des aménagements sont réalisés par l'architecte tchèque Karel Liman (ro) qui achève les travaux dans un style néo-Renaissance allemand caractérisé par la présence de profils pointus verticaux, de nombreuses tourelles, d'une composition fragmentée des façades et d'éléments en bois et décoratifs taillés. Sur le même site, il construit également les châteaux de Foișor et de Pelișor.
À l'intérieur du château l'installation du chauffage est confiée à l'inventeur polonais Franciszek Rychnowski qui recevra pour ce travail une médaille d'or du mérite de 1re classe du roi Carol Ier.
Initialement, le château est utilisé comme résidence d'été pour la famille royale. En 1914, il voit la mort du roi Carol Ier et accueille ses funérailles. Il est également la demeure de Michel Ier jusqu'à son abdication en 1947. 
Après cet événement, l'ensemble du site de Peleș est nationalisé et devient un lieu de repos et de détente pour les « camarades les plus méritants », notamment les artistes. Durant les dix dernières années du régime communiste de Roumanie, Nicolae Ceaușescu se réserve l'usage du site. Les seules personnes acceptées se limitent alors au personnel d'entretien, sévèrement contrôlé, et à celui de la sécurité. Le site est ainsi déclaré « secteur d'intérêt pour le protocole d'État ».
Après la chute de la dictature, les châteaux de Peleș et de Pelișor sont intégrés dans les circuits touristiques. Le château de Foișor reste - comme par le passé - une résidence présidentielle. Les autres bâtiments sont aménagés pour devenir des hôtels, des restaurants, des villas touristiques ou des bâtiments à usage protocolaire.
En 2006, l'État roumain reconnaît la propriété du château à l'ex-souverain de Roumanie, le roi Michel, qui en reprend possession le 16 juin 2008 (ce qui n'est le cas que d'une minorité des expropriés victimes des nationalisations communistes, les procédures étant complexes et coûteuses). Le château de Peleș reste néanmoins ouvert au public en tant que musée.

## Musée
Le Château de Peleș abrite près de 2 000 tableaux. 
Parmi les 160 pièces que le château possède, les plus importantes sont les suivantes :
- Le hall d'honneur, dont le plafond est orné de vitraux aux motifs allégoriques ou héraldiques.
- La salle des glaces
- Les salles d'armes, qui abritent une riche collection d'armes et d'armures dont une épée de bourreau du XVIe siècle utilisée pour décapiter les nobles et une épée orientale utilisée par les samouraïs pour se faire seppuku.
- Le salon florentin, abritant des candélabres de Murano.
- Le salon de musique, au mobilier en bois de teck et dont les sujets des vitraux sont inspirés des contes roumains.
- Le salon mauresque possédant une fontaine de marbre.
- Le salon français
- Le salon turc
- La salle du théâtre
- La suite impériale.

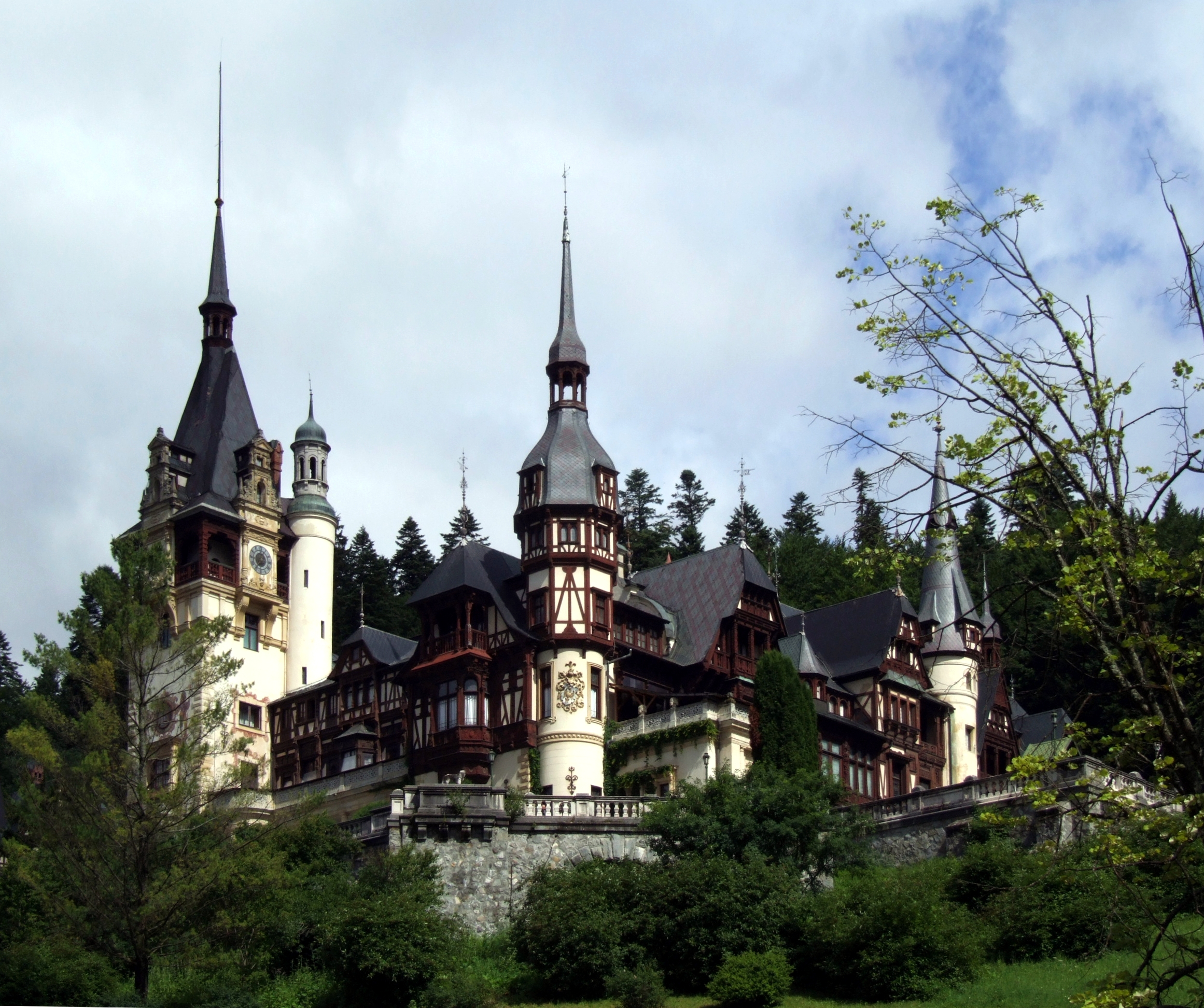
Vue d'ensemble.
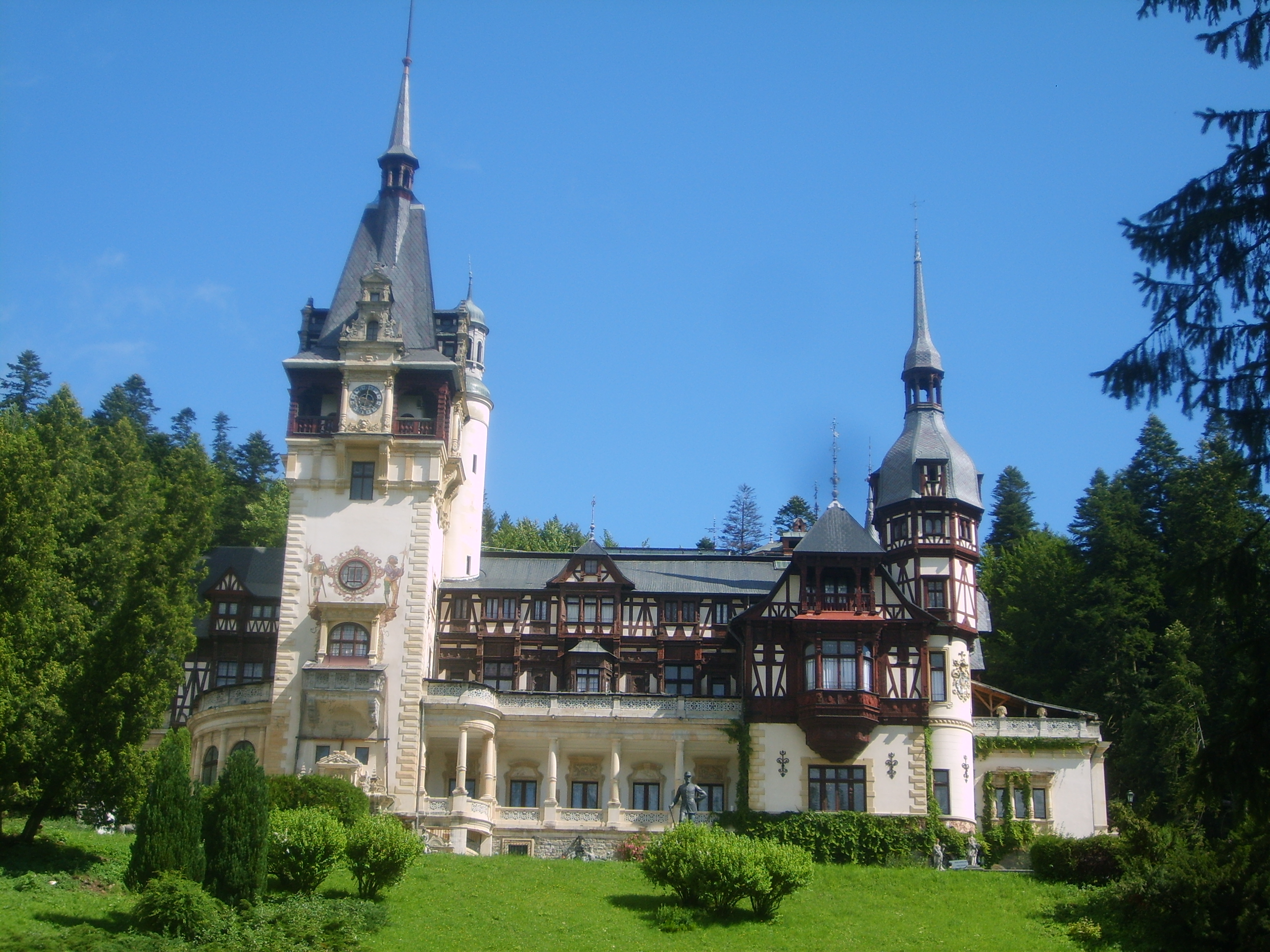
Vue d'ensemble.
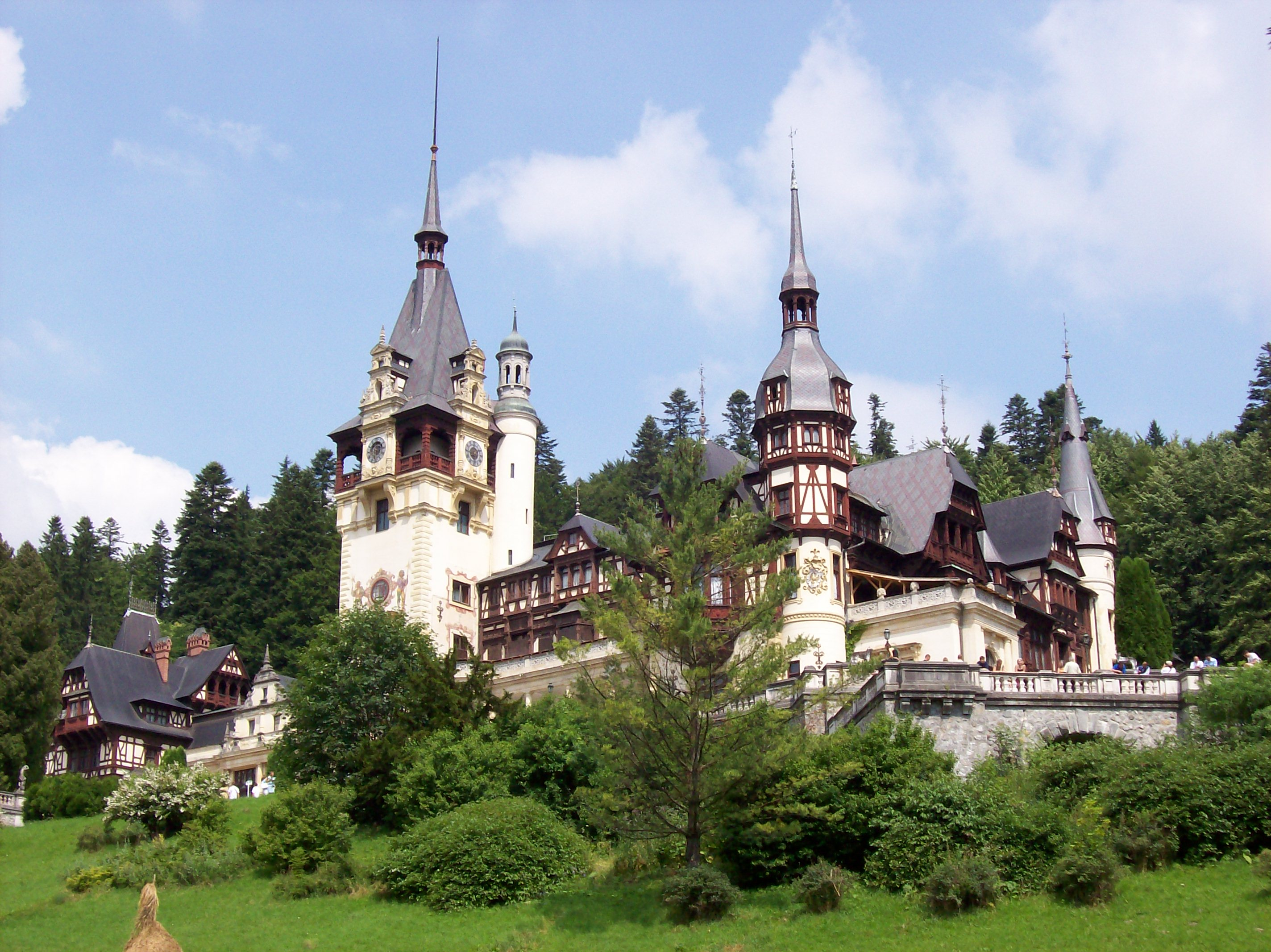
Vue d'ensemble.
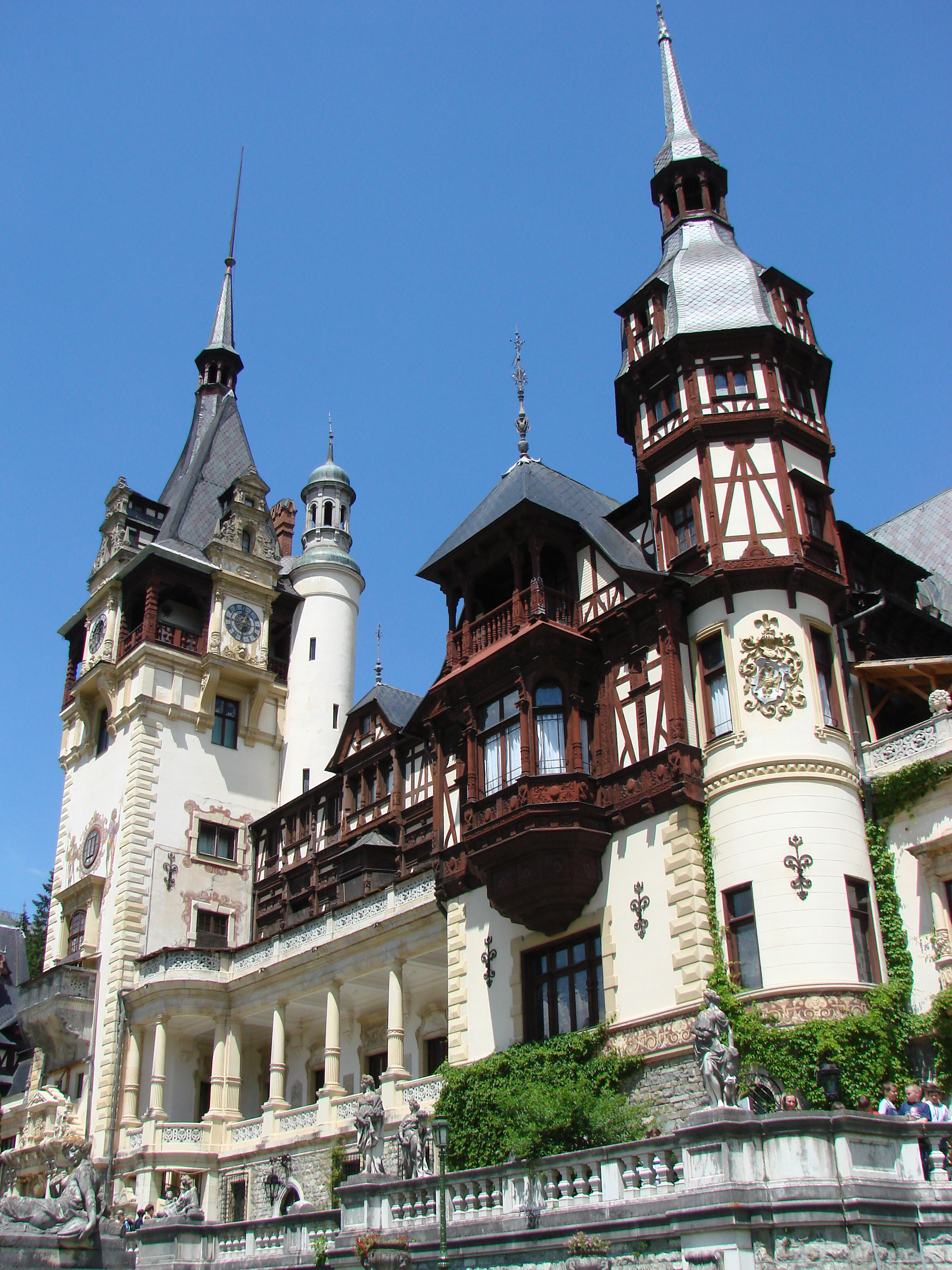
Détail de la façade.
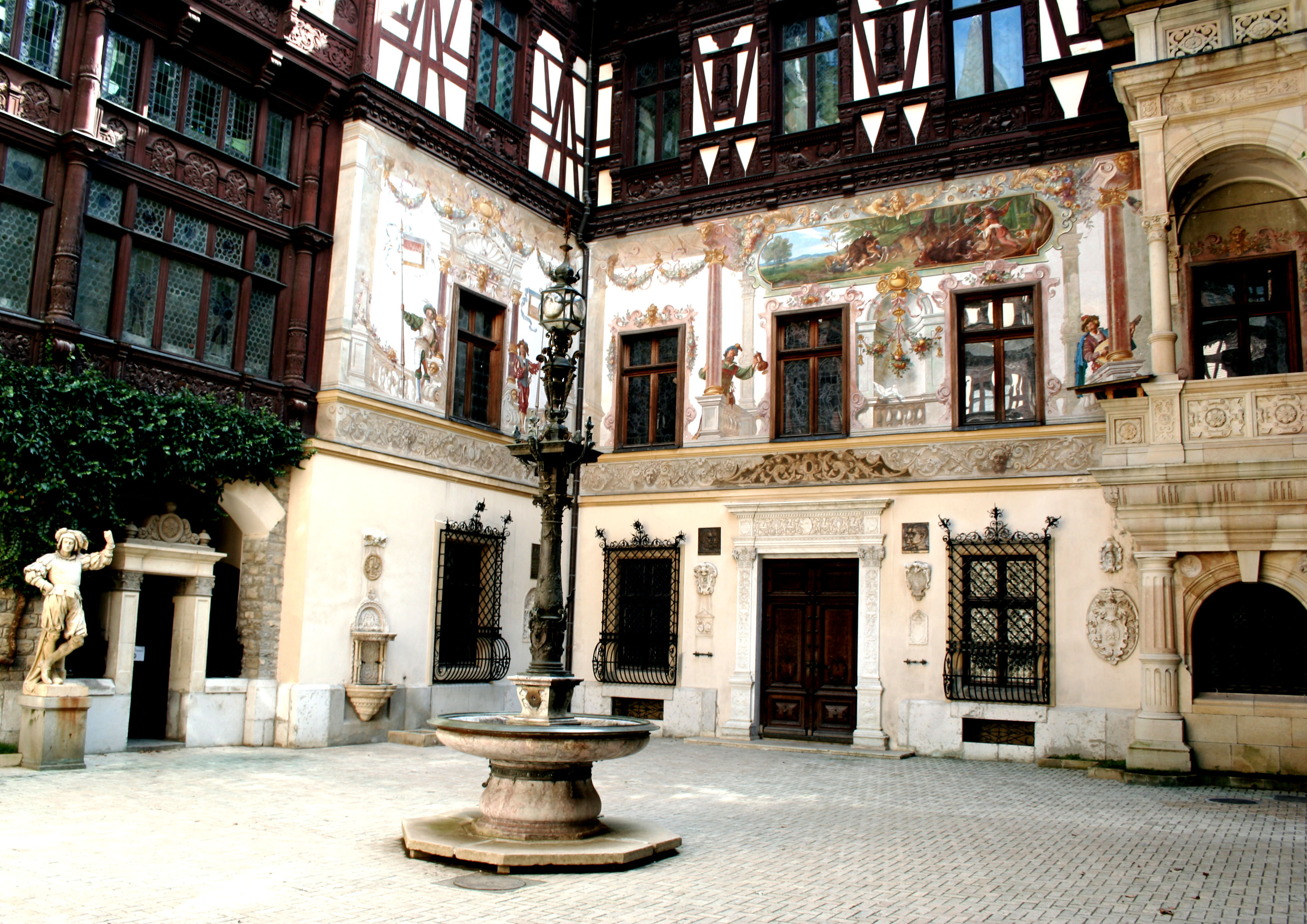
Cour intérieure du château.
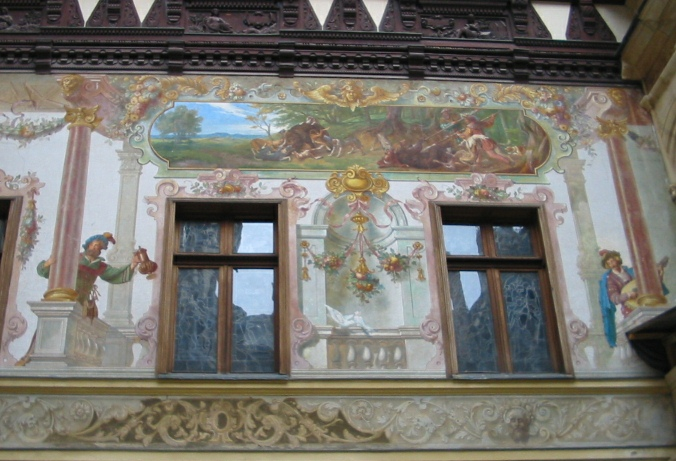
Cour intérieure du château.
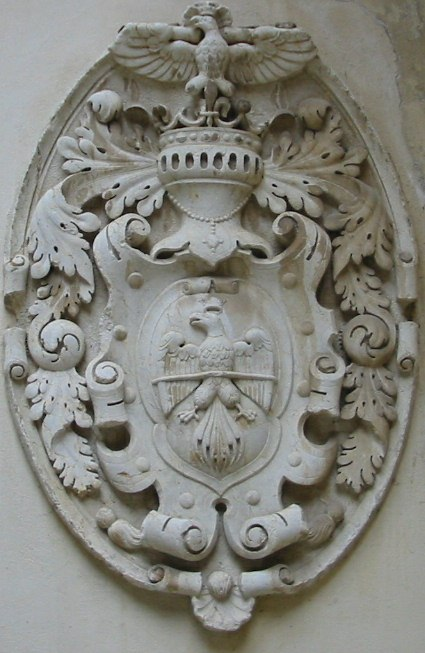
Armes royales.
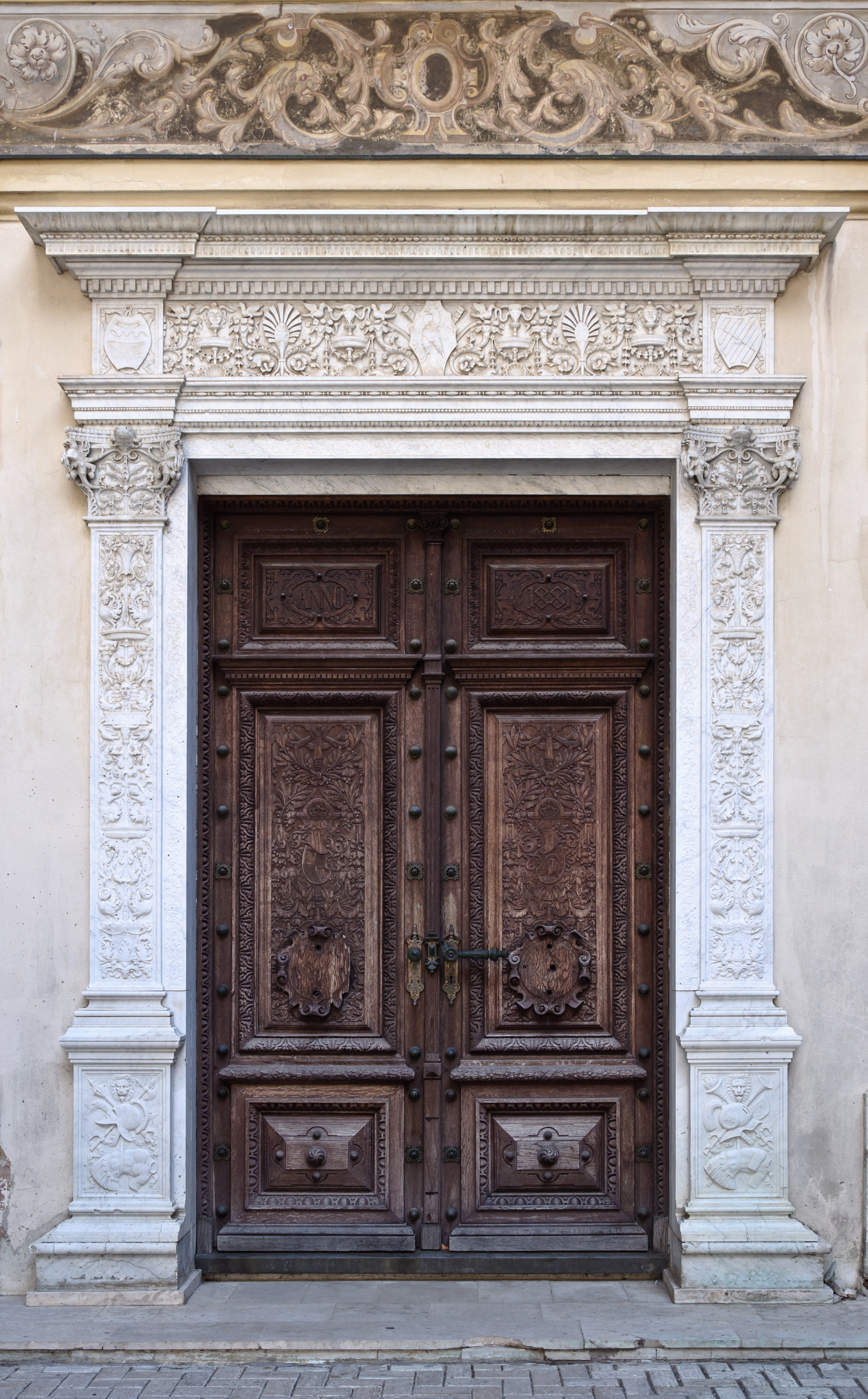
Porte, avec la date de 1881 gravée.
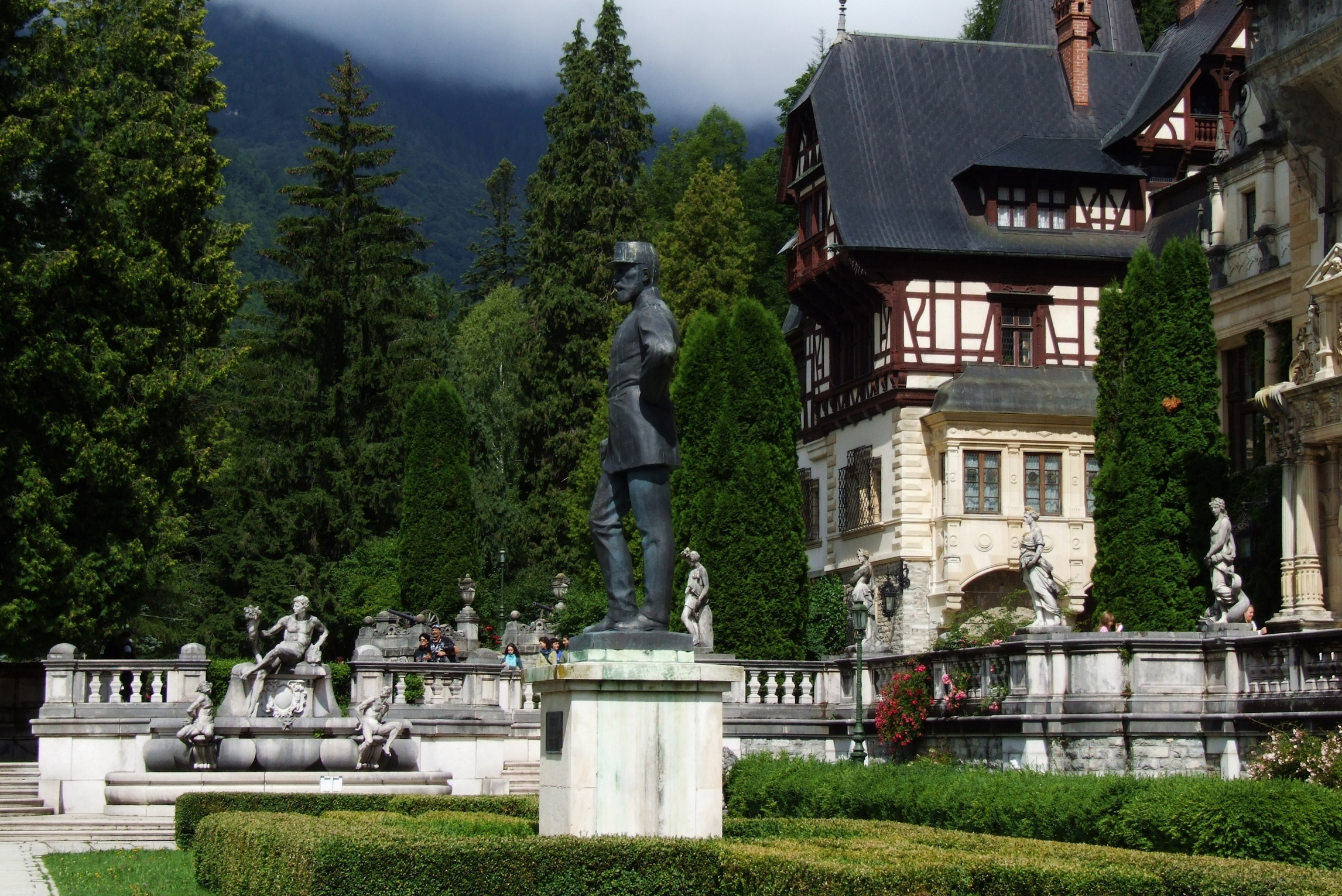
Coin dans le jardin du château.
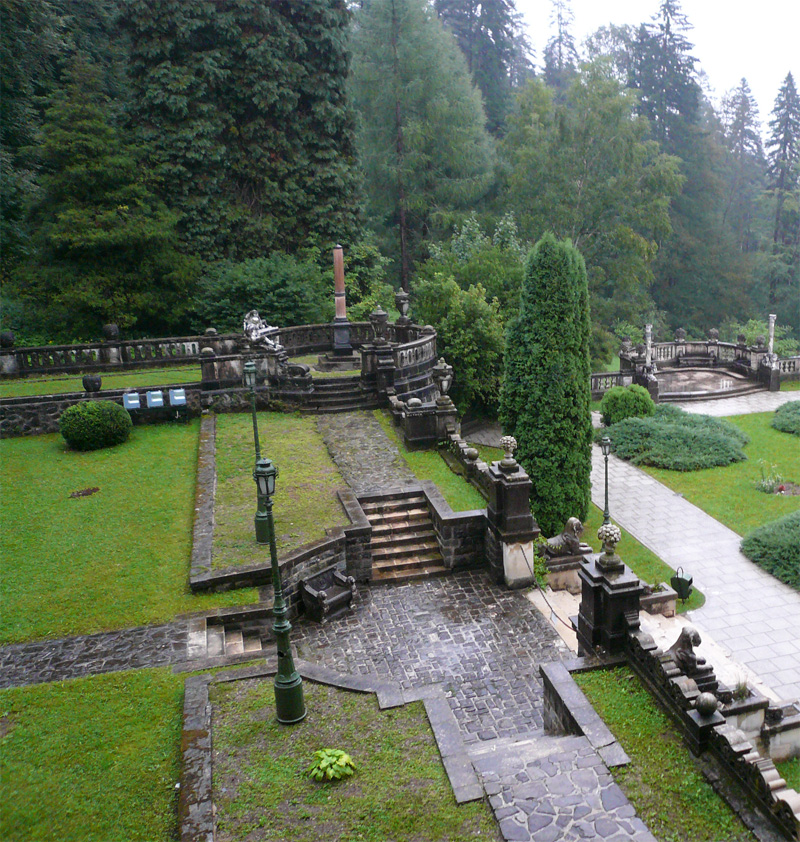
Terrasse.
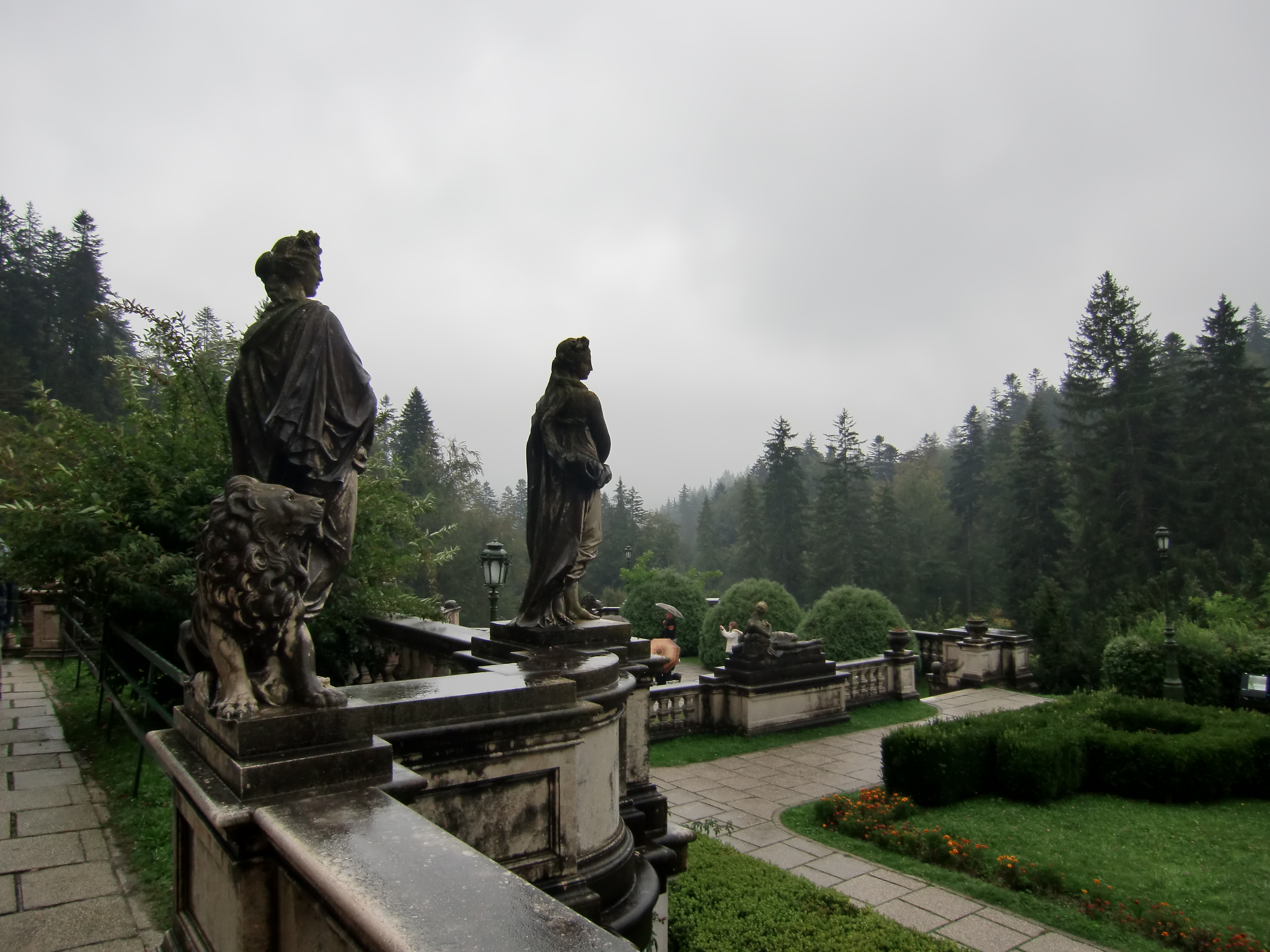
Vue de la terrasse.
Cheminée.
Détail de la salle des armes.
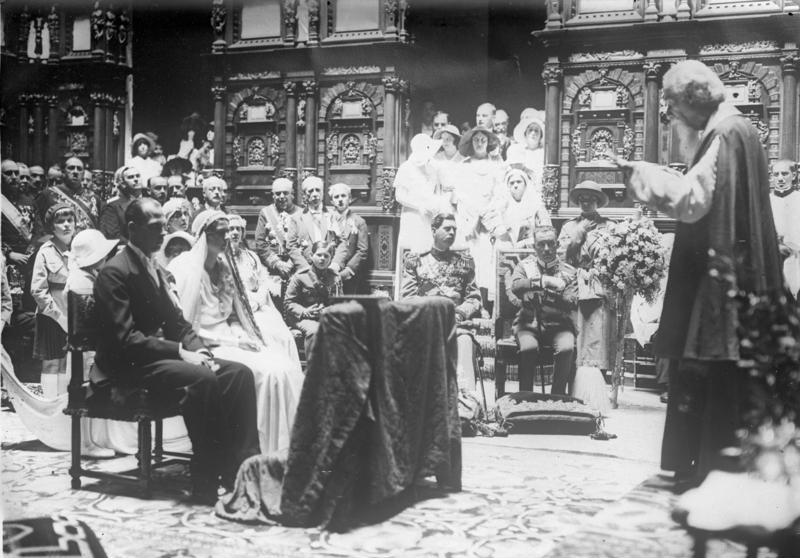
Mariage de la princesse Ileana de Roumanie au château de Peleș.